# Нэш, Джон (художник)
Джон Норткоут Нэш (англ. John Northcote Nash, 11 апреля 1893, Лондон — 23 сентября 1977, Колчестер) — английский художник, иллюстратор и график.

## Жизнь и творчество
Джон Нэш был младшим братом художника Пола Нэша. Образование получил в колледже Веллингтон (Беркшир). Начинает с 1913 года выставлять свои полотна (вместе с братом). Участник Первой мировой войны, доброволец (1916—1918). С 1918 года — «военный художник». С 1924 по 1929 год преподаёт в Школе рисунка и изящных искусств Раскина (Оксфорд), с 1934 по 1940 — в лондонском Королевском колледже искусств по классу литографии и гравюры по дереву.
Во время Второй мировой войны Дж. Нэш вначале идёт добровольцем в силы гражданской обороны (Royal Observer Corps). С 1940 в качестве «военного художника» служит в королевском ВМФ, в звании капитана. В 1943 году получает звание майора.
Джон Нэш не обладал систематическим художественным образованием и учился живописи у своего брата, Пола. Был одним из основателей Лондонской группы художников в 1914 году, и группы Кэмберленд Маркет (вместе с художником Робертом Беваном). Работы Нэша оказали влияние на творчество художницы Доры Каррингтон, с которой Нэш был в любовных отношениях. В 1916 году он женится на Кристине Куленталь, учившейся в лондонской Школе изящных искусств Слейд.
Под влиянием художника Гарольда Гилмана Дж. Нэш пробует свои силы в масляной живописи, он создаёт великолепные пейзажи (Пшеничное поле (1918), галерея Тейт). Под влиянием увиденного на войне Нэш создаёт полотна «фронтового» содержания (Превыше всего (1918)). После Первой мировой войны Нэш возвращается к пейзажной живописи (Рвы Большой Фермы, Кимбл, (1922)). Замечательный мастер гравюры, Нэш был одним из основателей Общества гравёров по дереву в 1920 году.
Джон Нэш был командором Ордена Британской империи. Член Королевской Академии художеств.

## Галерея
- Полотна Джона Нэша в галерее Тейт